# Abbaye Saint-Martin de Laon
Pour les articles homonymes, voir Abbaye Saint-Martin.
L'église abbatiale Saint-Martin de Laon actuelle a été construite au XIIe siècle en dehors des murs de la cité.

## Historique
Les origines carolingiennes de l'abbaye sont obscures. 
Julia Fritsch, conservatrice du patrimoine, chef du service à compétence nationale par intérim du musée du Moyen Âge, thermes et hôtel de Cluny, à Paris écrit que sur le site d'une ancienne collégiale carolingienne l'évêque de Laon, Barthélemy de Jur, a installé Norbert de Xanten en 1119 pour ramener les chanoines au respect des règles canoniales. Devant l'échec de cette opération, Nobert de Xanten avec quelques compagnons a fondé l'ordre des prémontrés en 1121. L'évêque a expulsé les chanoines et les a remplacé par douze chanoines réguliers de l'abbaye de Prémontré en 1124.
Cette abbaye fait partie des primarii inter pares de l'ordre des Prémontrés avec Cuizy et Florette. L'abbaye aurait compté cinq cents frères en 1136 ce qui a nécessité d'augmenter les dimensions de l'église pour les recevoir lors de l'office qu'ils devaient faire ensemble au moins une fois par jour.
La construction de l'église par les prémontrés commence par la nef à deux niveaux et les bas-côté, bâtis entre 1135 et 1150, couverts par une charpente apparente, et se terminant sur un transept bas. Elle se poursuit par le chœur voûté réalisé entre 1150 et 1160. Des niches d'autels sont ensuite ajoutés dans la deuxième travée du chœur. Les voûtes de la nef et des collatéraux sont édifiées entre 1190 et 1200. La construction des voûtes de la nef a nécessité d'ajouter à chaque pile un colonne flanquée de deux colonnettes baguées pour recevoir l'arc-doubleau et les ogives. La reprise de la poussée supplémentaire des voûtes a demandé des arcs-boutants plus importants. Au niveau du transept, la reprise de la poussée des voûtes a entraîné un surhaussement. La façade du bras sud du transept est élevée. La construction se poursuit par les tours situées au niveau de la dernière travée des bas-côtés, à la liaison avec le transept, jusqu'à la fin du XIIIe siècle ; les flèches qui les surmontaient sont descendues en 1737. 
La façade occidentale est plus tardive. Elle est parfois attribuée au XIVe siècle. Sa construction n'a débuté que vers 1270. Un élément permet de confirmer cette datation, c'est l'arrivée à l'abbaye d'une importante relique de saint Laurent, vers 1230. Son martyre est représenté sur le tympan du portail nord de la façade.
En 1340, L'abbé Jean de Bruyères a reçu l'ordre de fortifier son monastère pour le protéger contre d'éventuels assaillants.
En 1728, Joseph Étienne de La Fare a obtenu le 23 août 1728 un brevet du roi l'autorisation, après l'accord de l'abbé de Prémontré et des religieux de Saint-Martin, de poursuivre auprès du pape la réunion de l'abbaye Saint-Martin à l'évêché de Laon. L'accord de la cour de Rome est rapidement obtenu, mais la mort de Benoît XIII nécessita d'attendre l'élection du nouveau pape. Clément XII élu, il a donné ses bulles conformément à ce qui avait été décidé par son prédécesseur le 16 juillet 1730. Le pape éteint le titre d'abbé régulier de Saint-Martin et incorpore l'abbaye à l'évêché de Laon avec la manse abbatiale mains à la charge d'augmenter les annates de l'évêché de Laon de 1 500 florins d'or et qu'il sera payé annuellement et à perpétuité 6 000 livres par l'évêque de Laon et ses successeurs au collège de l'ordre de Prémontré à Paris. Les bulles sont alors publiées à Laon par l'official de Reims, le 17 mars 1731. L'évêque de Laon a pris possession de l'abbaye le lendemain. Le roi a approuvé l'extinction de l'abbaye Saint-Martin par lettres-patentes et son incorporation à la manse épiscopale en mai 1731. Elles sont enregistrées par le parlement de Paris le 6 septembre 1731.

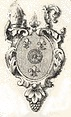
Blason de l'abbaye.
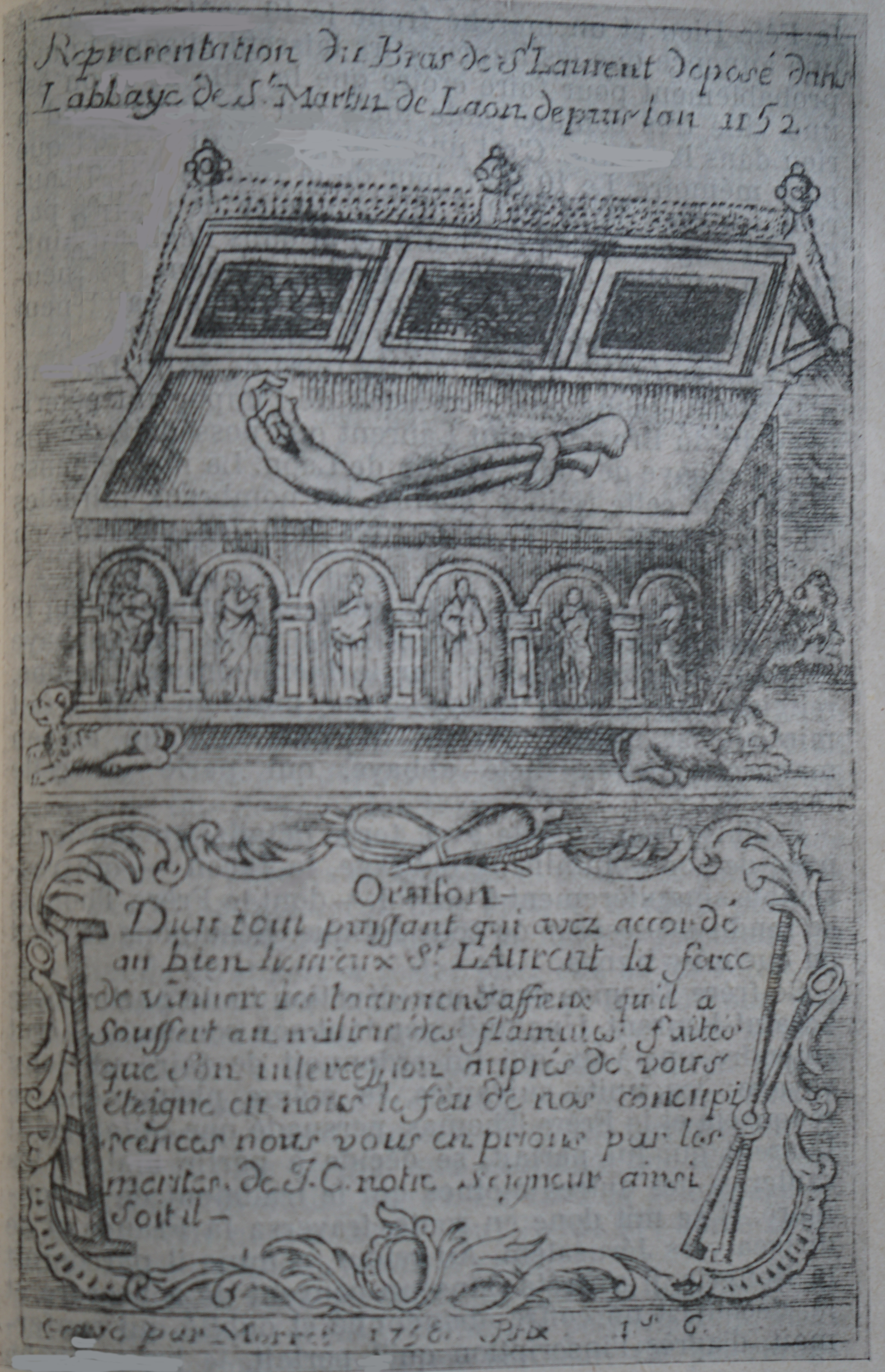
La relique dans sa chasse, gravure ancienne.

### Modification des bâtiments
Est aussi construit un palais abbatial et un pavillon situé dans le jardin appelé le vide-bouteilles. Ils sont construits pour Nicolas Lesaige entre 1616 et 1621. Une autre campagne de reconstruction est débutée en 1736 par les architectes Charles et Nicolas Bonhomme, la date jadis portée sur l'aile était autour de la cour de la  Communauté  ; la tour nord-est de l'église est reconstruite en 1740. Mais en 1754, seule l'aile est avec son grand escalier du dortoir est achevée ; les ailes nord et ouest ainsi que les galeries du cloître sont reconstruites de 1779 à 1788.

### Patrimoine
Le premier abbé, Gautier, a ramené de Byzance un fragment de la Croix. L'abbaye possédait un os de saint Barthélemy dans un bras d'argent, un os de saint Norbert et le bras gauche de saint Laurent volé par un chanoine régulier du nom de Thomas dans le monastère prémontré Sainte-Croix situé en Hongrie, vers 1230. Cette relique est reçue à Laon par l'évêque Anselme de Mauny. Elle est abritée dans une châsse fabriquée sur ordre d'Anselme, évêque de Laon. Dès 1243, l'évêque Garnier a promulgué des indulgences pendant l'octave de Saint Laurent. Cette relique acquit vite une grande renommée et attirait des pèlerins. C'est aussi en son nom que fut ouverte une foire qui attirait une foule nombreuse, qui avait lieu le 21 décembre. En 1523, par accord royal, elle fut déplacée au premier lundi de janvier et durait alors six jours. Elle faisait partie des trois foires de la ville (Sainte-Face, st-Thomas et st-Laurent). Ces foires ont été suspendues pendant les exactions qui se déroulèrent de 1589 à 1594 par les affidés de la Ligue. Le pèlerinage disparut sous la Révolution et les foires au cours du XIXe siècle.

## Abbé de l'ordre des prémontrés
- 1124-1151 - Gautier de Saint-Maurice (†1153), puis évêque de Laon
- 1151-1171 - Warin
- 1721-1723 - Charles de Saint-Albin (1698-1764), évêque de Laon
- 1723-1731 - Étienne-Joseph de La Fare (1690-1741), évêque de Laon.

### Révolution française

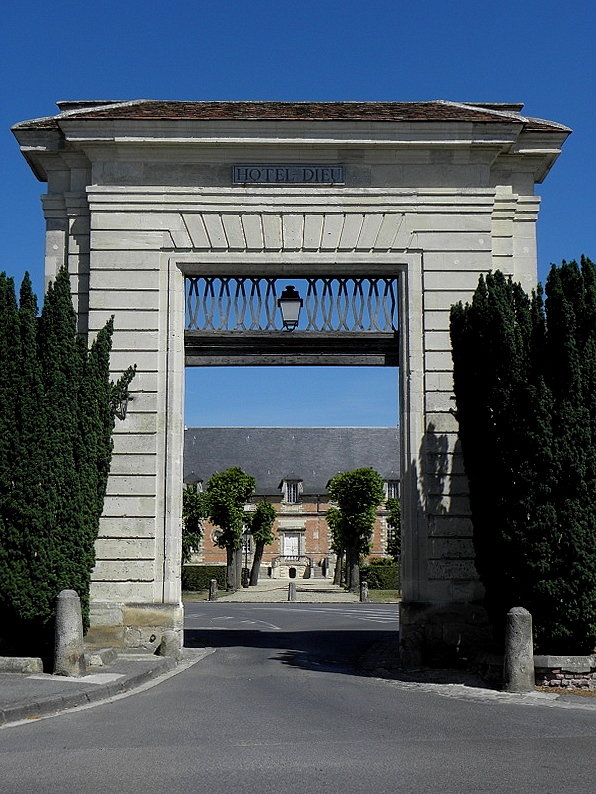
L'entrée.
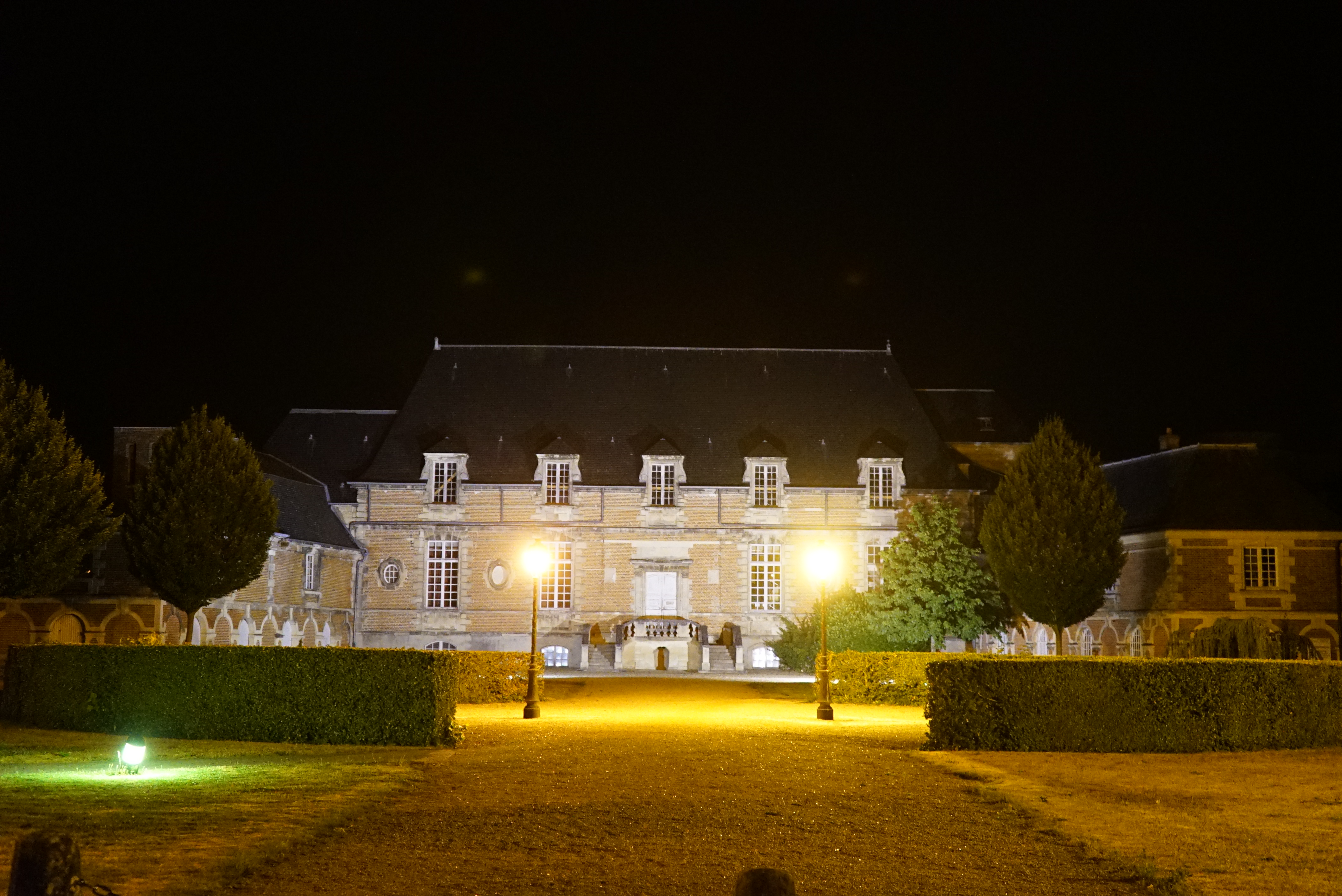
Logis de l'abbé.
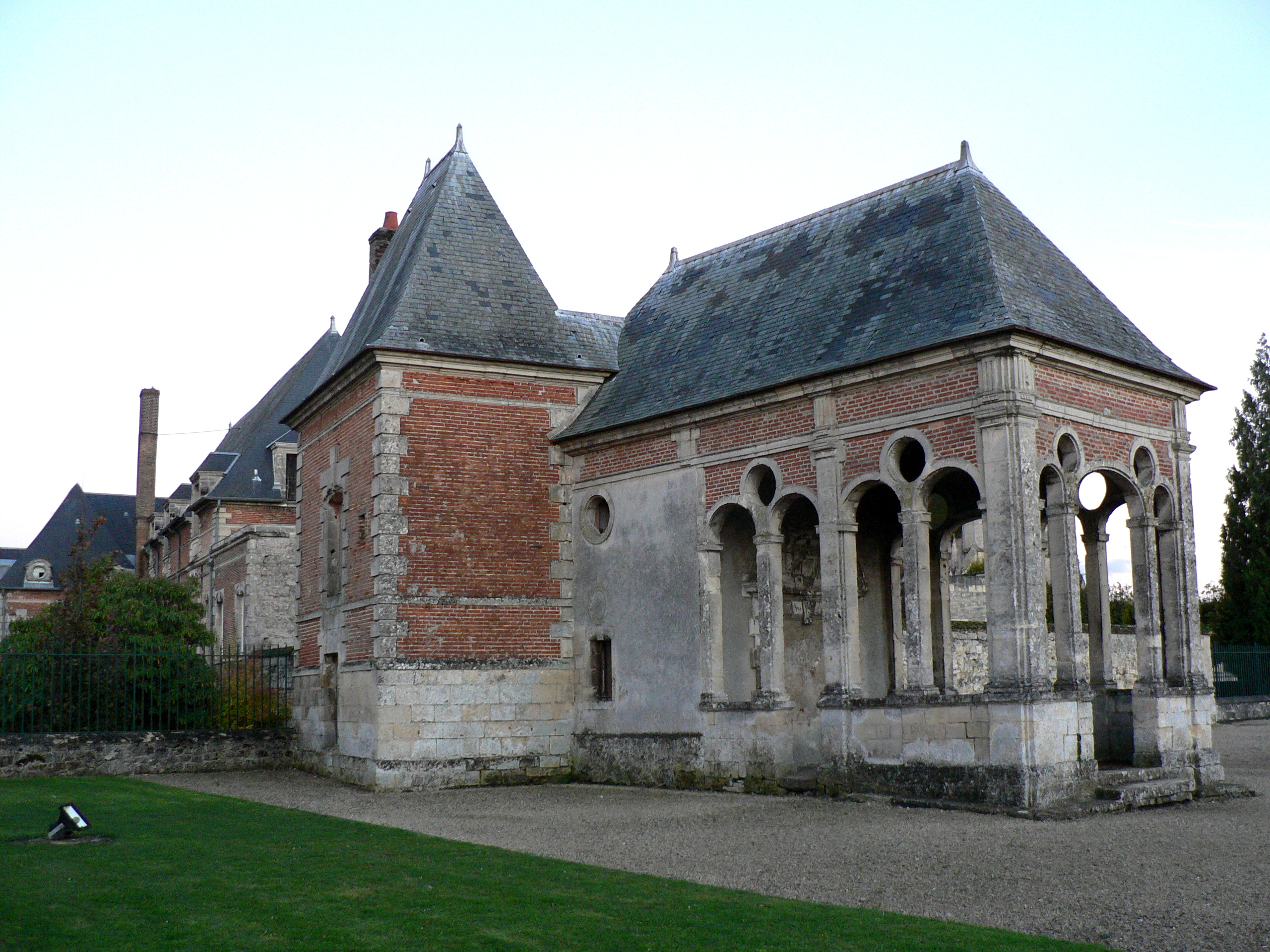
Flanc sud du logis.
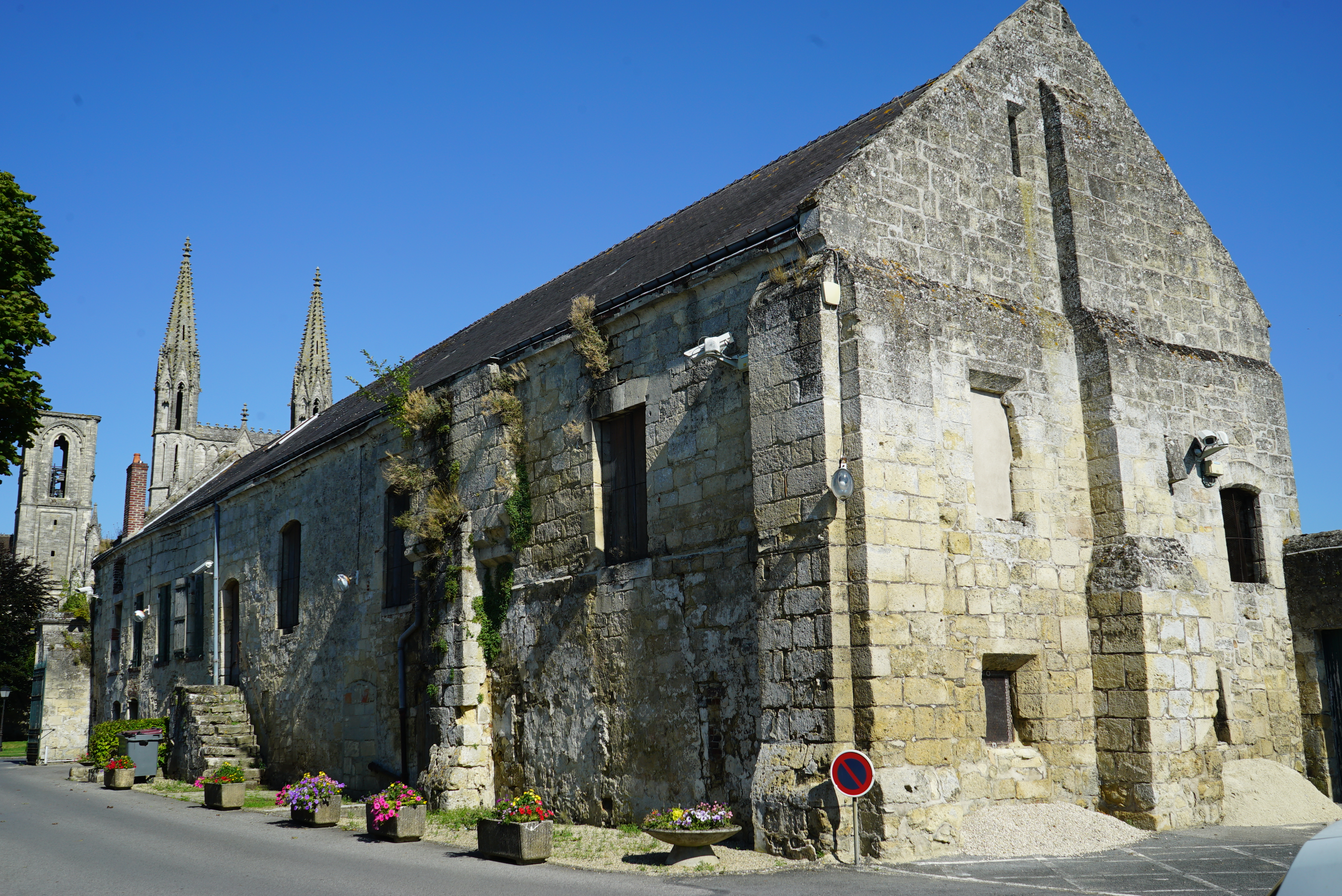
Bâtiment de l'entrée.

Après la Révolution française, l'église devient paroissiale et les autres bâtiments, aménagés par l'ingénieur Duroché, accueillirent l'hôtel-Dieu en 1810. En 1944, un bombardement détruisit tous les bâtiments entourant la cour de la " Communauté ", les ailes ouest et nord, mettant ainsi au jour les pignons médiévaux du cellier et du réfectoire.

### Utilisation actuelle
Aujourd'hui l'emprise de l'abbaye accueille l'hôpital de Laon et il existe une médiathèque dans le cloître. L'église est devenue paroissiale.

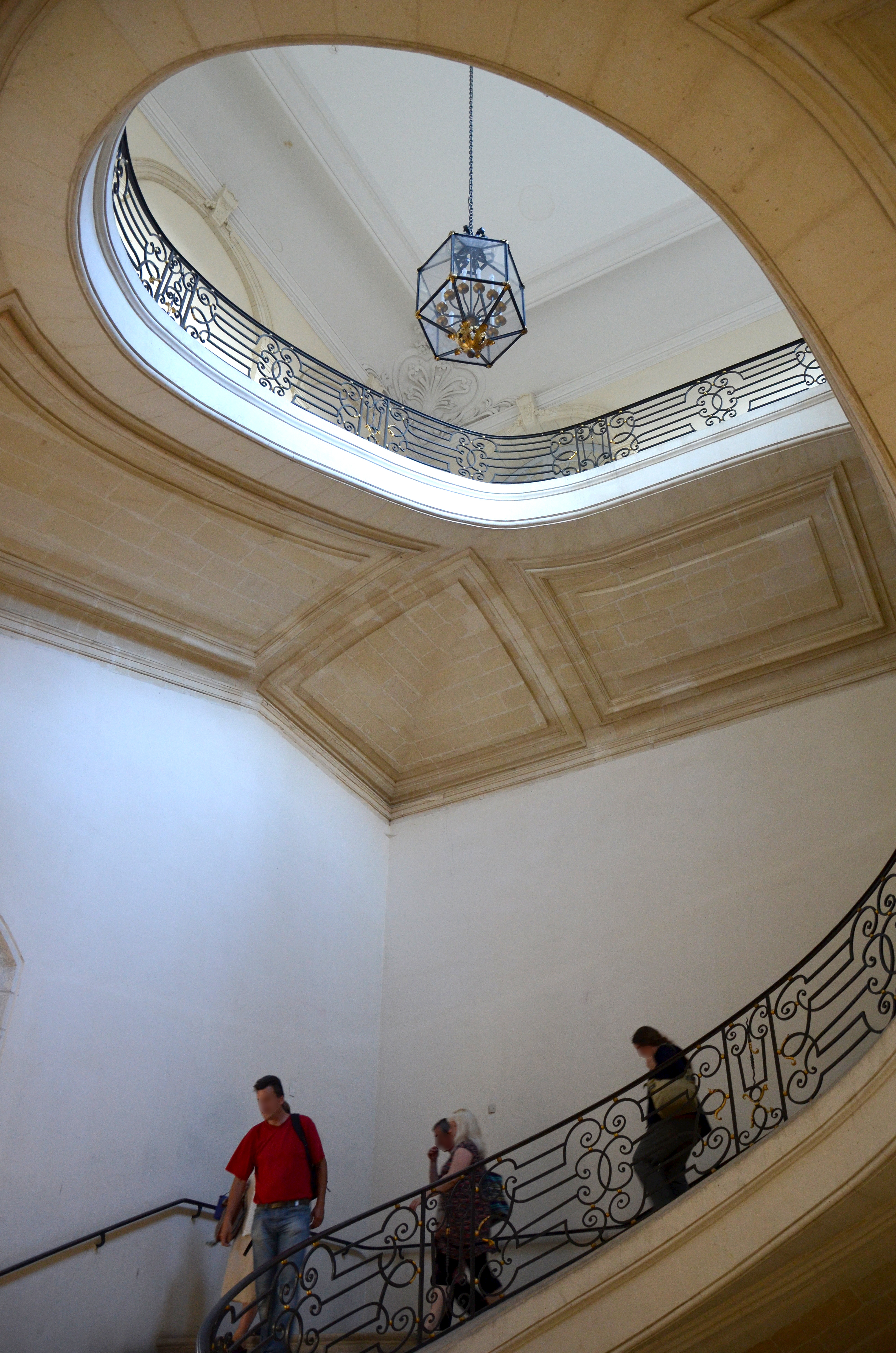
Escalier de la bibliothèque actuelle.
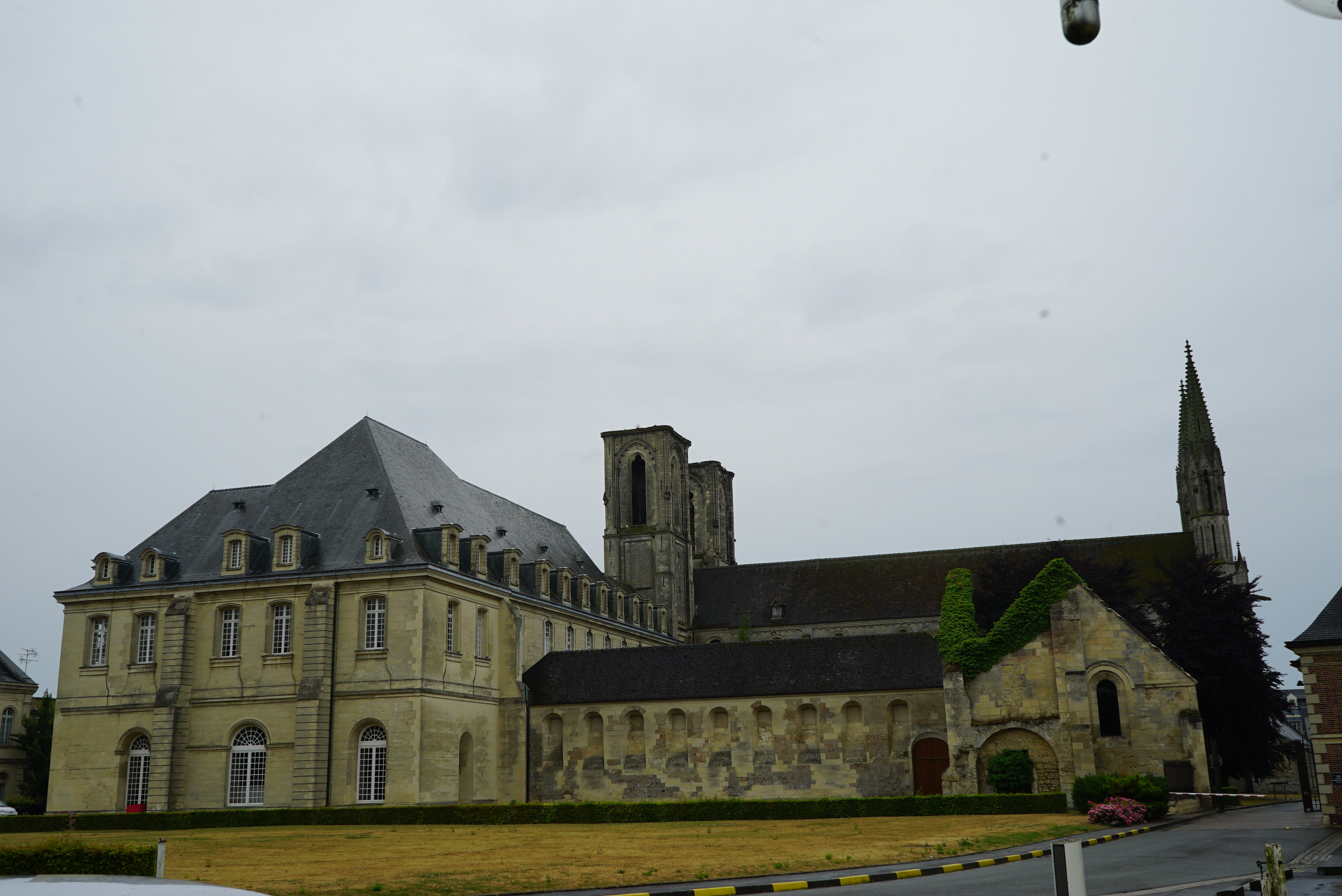
Bâtiment du cloître et son :
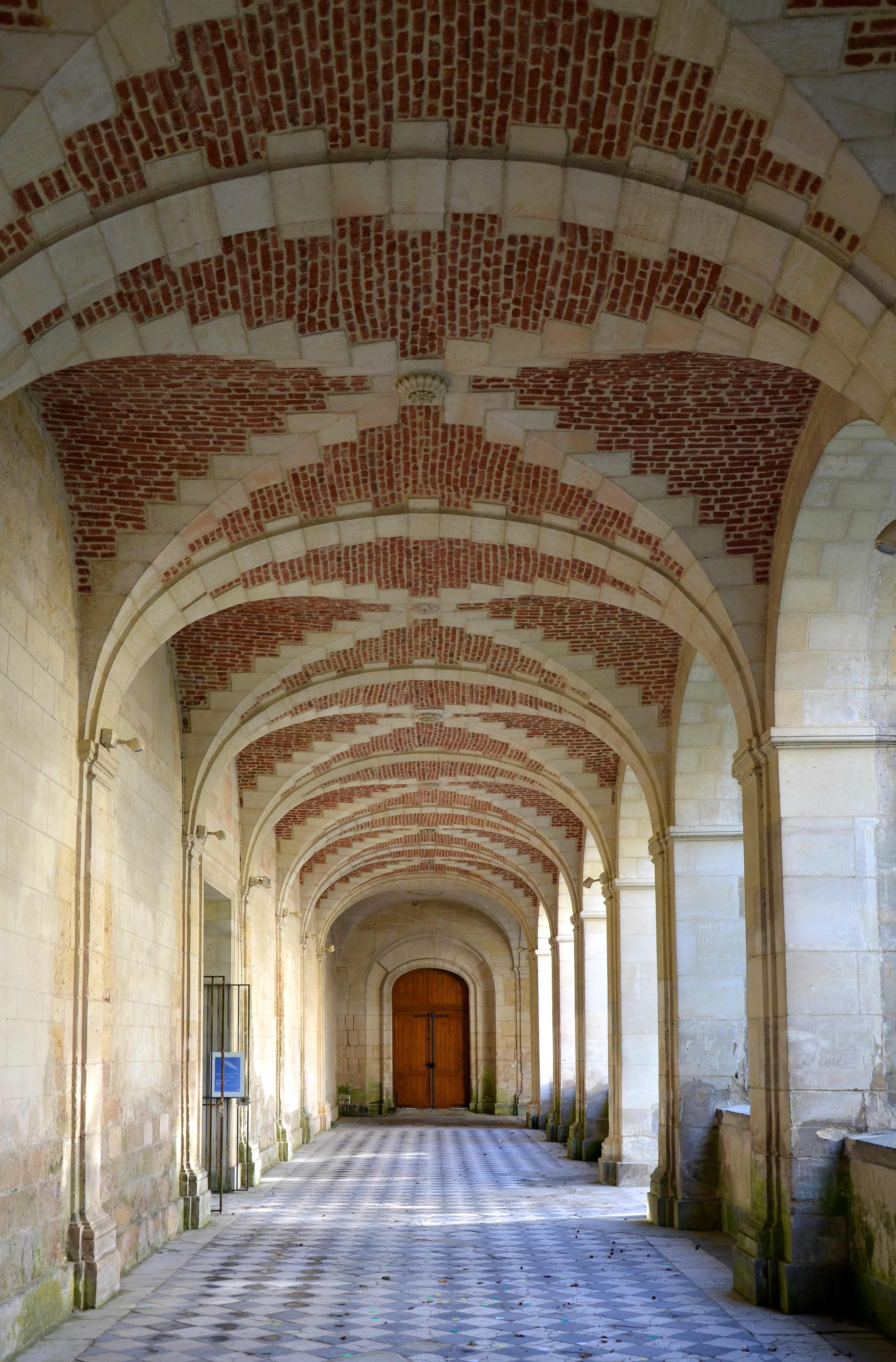
déambulatoire
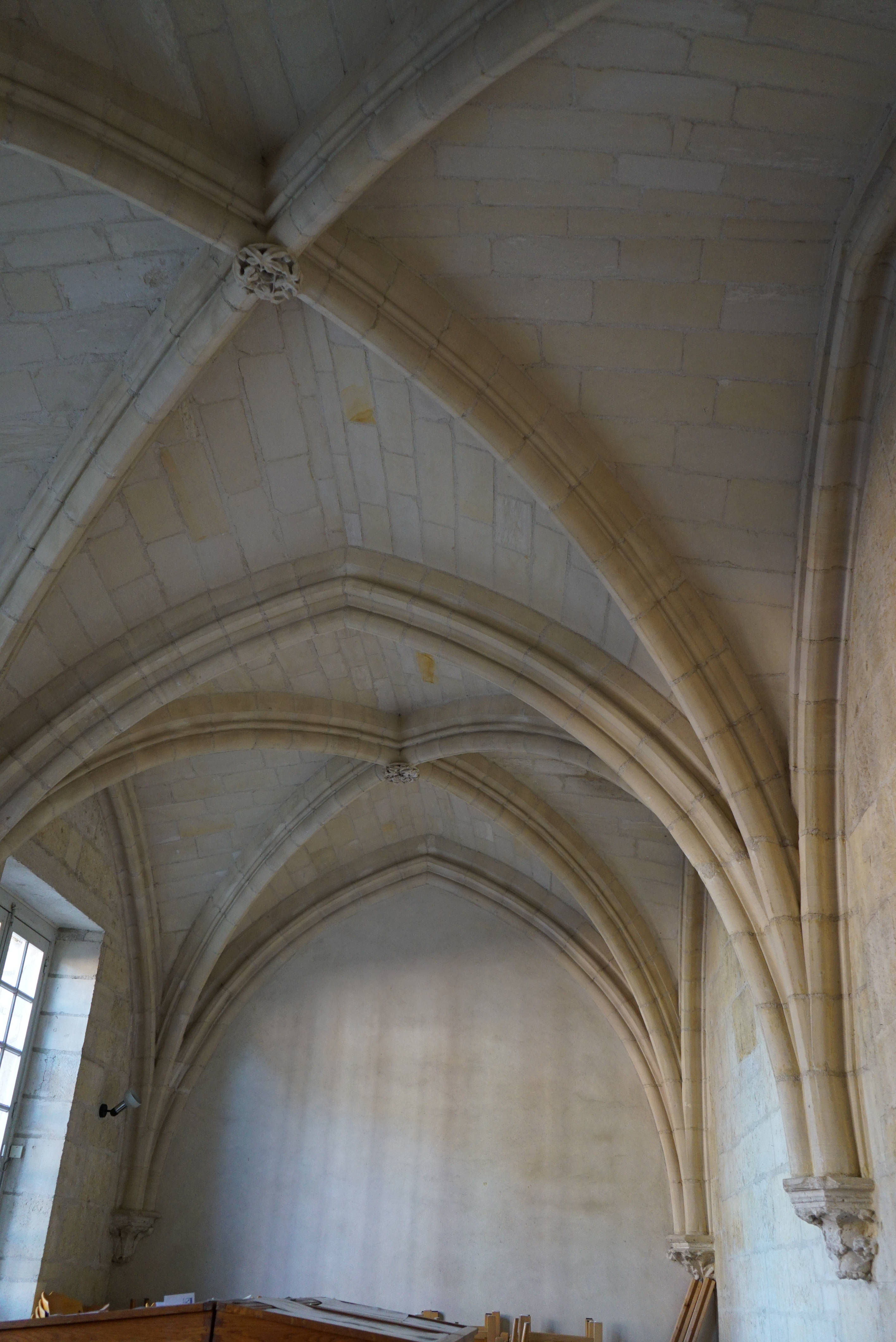
une salle de la bibliothèque
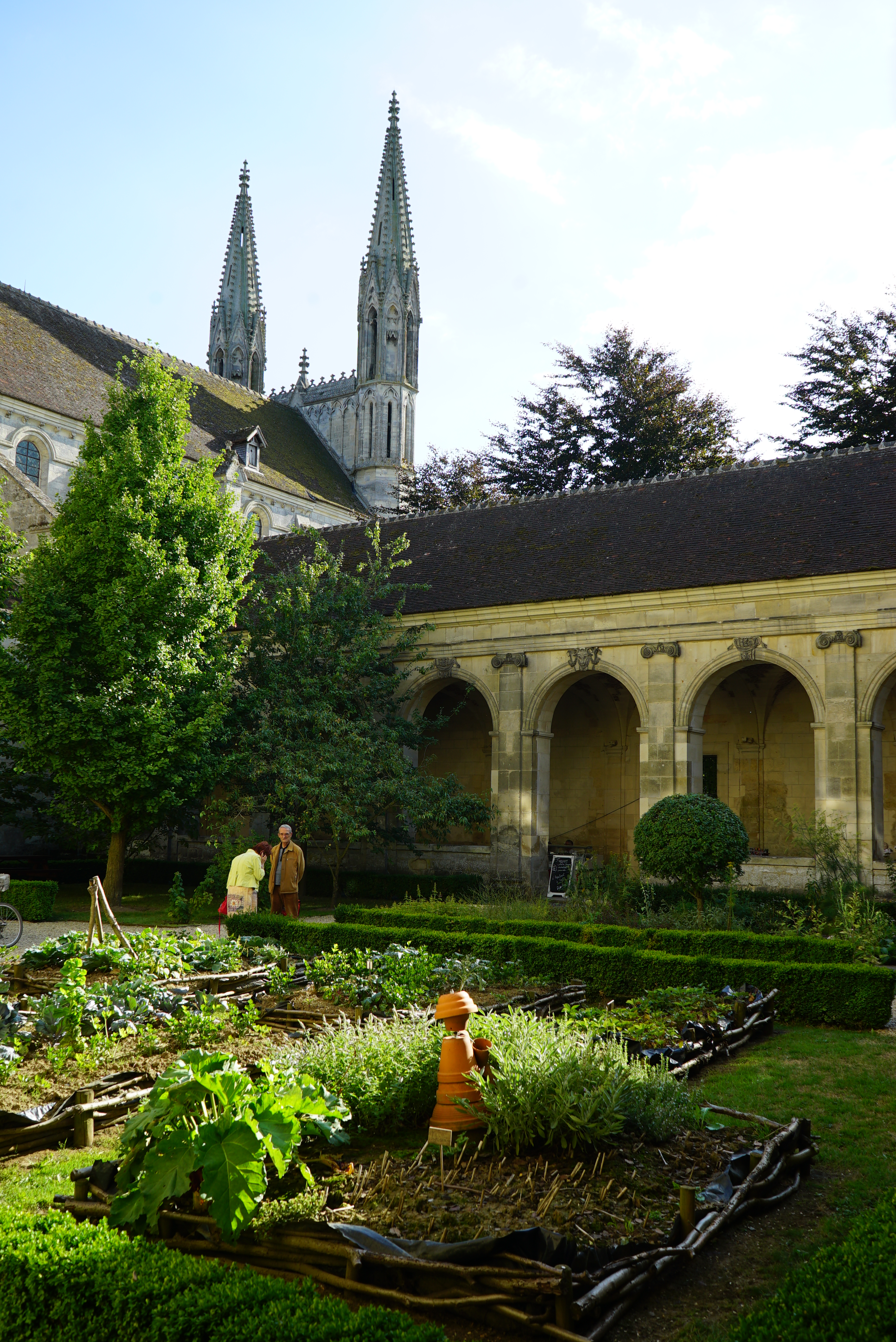
le jardin.